# 霊山神社

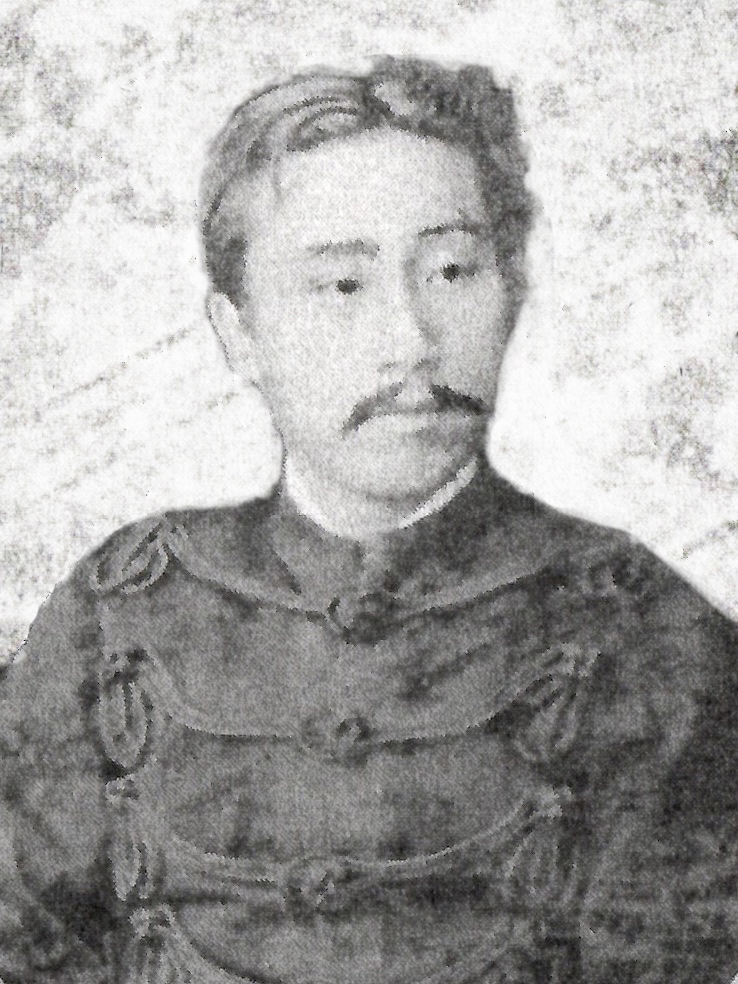
初代宮司北畠通城

霊山神社（りょうぜんじんじゃ）は、福島県伊達市霊山町大石にある神社である。旧社格は別格官幣社で、現在は神社本庁の別表神社。建武中興十五社の一社。

## 祭神
建武の新政以降、陸奥の鎮定にあたり、南朝に従った北畠親房、北畠顕家、北畠顕信、北畠守親の親子を祭神とする。鎮座地の霊山は親房以降の北畠氏の本拠地で、顕家が陸奥国府を置いた地である。

## 歴史
1817年（文化14年）、松平定信がこの地に霊山碑を建てた。1868年（明治元年）、米沢藩の儒者・中山雪堂と医師・西尾元詢が顕家らの英霊を祀る神社の創立の運動を起こした。1876年（明治9年）の明治天皇の東北巡幸を機会として、陸奥国府があったことにより建武の新政にゆかりのある霊山が選定。1879年（明治12年）11月に創立が請願され、1880年（明治13年）6月、霊山の西方山麓の北畠氏の支城があった地に社殿が造営された。1881年（明治14年）5月11日に鎮座祭が行われ、1885年（明治18年）に別格官幣社に列せられた。明治期、元会津藩筆頭家老であった西郷頼母が神社の神職を勤め、親族の西郷四郎を養子として育て境内で柔術を教えていたが、四郎は後に上京し講道館の嘉納治五郎に師事し柔道修業に励んだ。小説や映画で有名な姿三四郎は彼がモデルといわれる。
霊山神社例大祭（春季）
北畠顕家が陸奥国府を開くため義良親王を奉じ、多賀城から霊山城に入城した際、一族、郎党の家運隆盛、武運長久を祈って奉納した剣舞が伝わったものといわれる濫觴武楽（らんじょうぶがく）が奉納される。白鉢巻きに白だすき、袴姿も凛々しい少年たちが、太鼓の音に合わせ太刀を天空にかざして進む、古式ゆかしい舞いである。
宮司
久我建通の四男が久我家より分家し北畠に改姓して北畠通城となり、北畠氏の末裔として1885年（明治18年）に宮司就任。通城が1888年（明治21年）に没したため、1889年（明治22年）から1899年（明治32年）まで、保科近悳（西郷頼母）が第2代宮司を務めた。北畠通城の長男克通の養子で北畠家当主を継いだ北畠義郎も昭和時代に宮司を務めた。

## お祭り
| 日付     | 祭祀名               |
| -------- | -------------------- |
| 毎月1日  | 月初祭               |
| 毎月11日 | 月次祭               |
| 1月1日   | 歳旦祭               |
| 1月5日   | 元始祭               |
| 2月11日  | 紀元祭               |
| 2月17日  | 祈年祭               |
| 4月22日  | 春季例大祭           |
| 4月29日  | 春季例大祭奉幣祭     |
| 6月30日  | 水無月の大祓・夏越祭 |
| 10月10日 | 秋季例大祭           |
| 11月23日 | 新嘗祭               |
| 12月23日 | 天長祭               |
| 12月28日 | 煤払祭               |
| 12月31日 | 師走大祓・除夜祭     |

## 宝物
- 戊辰の役（戦争）時に西軍（官軍）がかかげた錦の御旗
- 神皇正統記・職原抄（写本）
- 明治天皇宸筆贈位記
- 昭憲皇太后御真筆
- 北畠顕家公自筆書状
- 新田義貞公自筆書状
- 後醍醐天皇御肖像画
- 御祭神肖像画
- 建武の忠臣の肖像画
- 青磁花盆・皿
- 青銅経筒

## 境内
参道
表参道および西参道（裏参道）の2ヶ所の参道がある。表参道は大石小坂地区から始まる256段の石段である。西参道は大石院主地区から始まる舗装道路であり、中間地点までは大型バスの通行も可能である。
駐車場
表参道の入口および西参道に3ヶ所の駐車場がある。西参道入口駐車場および中間駐車場は大型バスの駐車が可能である。祭祀時や積雪時は、中間駐車場より先は通行止めとなる場合がある。
鳥居
表参道および西参道の入口に大型の鳥居が建てられており、石切場からの運搬のため、道路拡幅および橋の補強が必要であった。
幟旗掲揚柱
祭典を斎行する際に幟旗を形容する柱である。表参道、西参道の入口、西参道中間駐車場に立てられている。
狛犬
西参道の中間駐車場に設置されている。
手水舎
斎館
参拝者休憩所
神門
百度石
授与所・社務所
神楽殿
例祭時に舞や武道、民謡民舞が奉納される。9月中旬に開催される「お月見・雅楽と舞の夕べ」では、雅楽および舞が奉納される。
国旗掲揚柱
祝祭日および祭祀時に国旗を掲揚するため、高さ15メートルの柱が立てられている。
灯籠
朱塗りの灯籠が2基、花崗岩の灯籠が2基設置されている。
貫通石
東日本大震災以後に整備された相馬福島道路において、トンネル掘削時に採取された貫通石が奉納されている。
掲示板
維持・整備の協賛者・協賛企業の掲示および祭典・行事のお知らせが張り出される。
御社殿
御本殿・幣殿・拝殿・神饌所・瑞垣から成る。御本殿は御神体を奉安してある「内陣」および例祭時に供物や幣帛を奉る「外陣」の2部屋から成る。拝殿は神職・楽人・舞姫が着座する「内拝殿」と、参拝者が着座する「外拝殿」から成る。
祖霊舎
歴代神職、氏子、崇敬者の御先祖の御霊祭を行う。

## 関連作品
- 政宗ダテニクル

## 関連図書
- 二六興信所編纂 山田米吉編『勤王事蹟別格官幣社精史』70〜73頁 二六興信所 1935年（国立国会図書館デジタルコレクション）
- 安津素彦・梅田義彦編集兼監修者『神道辞典』神社新報社、1968年、65頁
- 白井永二・土岐昌訓編集『神社辞典』東京堂出版、1979年、353 - 354頁
- 雁屋哲原作・『美味しんぼ』 小学館、第111巻